# Литва на Играх доброй воли
Литва принимала участие в летних Играх доброй воли, начиная с Игр 1998 года.
До 1994 года спортсмены Литвы принимали участие в Играх в составе команды СССР.
На всех Играх спортивные делегации Литвы завоевали всего 2 медали, из них ни одной золотой.

## Медальный зачёт

### Медали на летних Играх
| Игры          | Золото                             | Серебро                            | Бронза                             | Всего                              | Место                              |
| 1986, 1990    | участвовали в составе команды СССР | участвовали в составе команды СССР | участвовали в составе команды СССР | участвовали в составе команды СССР | участвовали в составе команды СССР |
| 1994          | не участвовали                     | не участвовали                     | не участвовали                     | не участвовали                     | не участвовали                     |
| Нью-Йорк 1998 | 0                                  | 0                                  | 1                                  | 1                                  | 34                                 |
| Брисбен 2001  | 0                                  | 1                                  | 0                                  | 1                                  | 37                                 |
| Всего         | 0                                  | 1                                  | 1                                  | 2                                  |                                    |